# René Kollo
René Kollo, nato René Kollodzieyski, (Berlino, 20 novembre 1937), è un tenore tedesco particolarmente noto per le sue parti wagneriane. Oltre ai ruoli di heldentenor, si è esibito in un'ampia varietà di opere e operette durante la sua carriera. Kollo ha anche realizzato diverse registrazioni operistiche.

## Biografia
Nacque a Berlino, in Germania, e crebbe a Wyk auf Föhr. Ha frequentato una scuola di fotografia ad Amburgo, sebbene fosse sempre stato interessato alla musica, in particolare alla direzione d'orchestra. Non iniziò ad esibirsi (come batterista autodidatta) fino alla metà degli anni '50. Ha suonato in jazz club e ha studiato recitazione con Else Bongers a Berlino. Per prepararsi ai ruoli musicali, ha studiato con Elsa Varena, che subito riconobbe il suo dono insolito.
Ha firmato il suo primo contratto discografico a 20 anni e registrò successi popolari. Ha fatto il suo debutto operistico a Braunschweig nel 1965 in tre atti unici di Stravinsky: Mavra, Renard e Œdipus Rex. Rimase a Braunschweig per due anni, cantando la maggior parte del repertorio lirico per tenore. Nel 1967 andò alla Deutsche Oper am Rhein di Düsseldorf, cantando ancora ruoli lirici.
È stato solista ospite a Monaco, Francoforte, Milano (La Scala, in Arabella, 1970; L'oro del Reno, 1973; Fidelio, 1978; e Lohengrin, 1981) e Lisbona. Iniziò la sua ormai leggendaria associazione con Wagner e i suoi ruoli di heldentenor a Bayreuth nel 1969, dove cantò il timoniere in l'Olandese Volante. I maggiori ruoli wagneriani si susseguirono in rapida successione: Erik nel 1970, Lohengrin nel 1971, Walter nel 1973, Parsifal nel 1975, Siegfried nel 1976, Tristano e Tannhäuser nel 1981. Da allora ha cantato questi ruoli nei maggiori teatri d'opera di tutto il mondo, tra cui al Metropolitan Opera, dove è stato visto in Lohengrin (1976, diretto da James Levine) e Ariadne auf Naxos (1979).
Ha anche diretto Parsifal a Darmstadt nel 1986 e Tiefland di Eugen d'Albert a Ulma nel 1991.
Ha anche cantato ruoli non wagneriani, tra cui Hermann nella La dama di picche di Čajkovskij, Florestan in Fidelio, Peter Grimes di Britten e Otello di Verdi. In effetti ha un repertorio insolitamente ampio per un heldentenor. Altri ruoli da tenore che ha cantato sono stati quello del Conte Danilo, nella registrazione 1972-1973 di Herbert von Karajan dell'operetta di Franz Lehár La vedova allegra, con Elizabeth Harwood e Teresa Stratas, e il principe Edwin nel film del 1971 dell'operetta di Emmerich Kálmán La principessa della ciarda con Anna Moffo e Dagmar Koller.
Kollo non si è limitato alla grande opera, ma ha fatto molte apparizioni televisive, cantando un repertorio più leggero, tra cui un'operetta composta da lui stesso. Ha anche composto e scritto testi per numerose canzoni, seguendo le orme del padre e del nonno, compositori di operette. Si è ritirato dal canto nel 2013 all'età di 75 anni.

### Vita privata
Nel 1967 sposò la cantante pop Dorthe Larsen e divenne padre di una bambina, Nathalie. È sposato dal 1982 con Beatrice Bouquet (ballerina) e hanno tre figli, Florence, Magali e Oliver Walter.

## Incisioni
Kollo ha effettuato numerose registrazioni, tra cui Tannhäuser (diretto da Sir Georg Solti, 1970), Das Lied von der Erde (Karajan, 1973), I maestri cantori di Norimberga (Karajan, 1970, e, in seguito, Solti, 1975–76), Parsifal (Solti, 1971-1972), Die tote Stadt (con Carol Neblett, diretta da Erich Leinsdorf, 1975), The Bartered Bride (con Stratas, diretta da Jaroslav Krombholc, 1975), Rienzi (diretta da Heinrich Hollreiser, 1974-1976) , L'olandese volante (Solti, 1976), Ariadne auf Naxos (Solti, 1977), Fidelio (diretto da Leonard Bernstein, 1978), Il franco cacciatore (diretto da Rafael Kubelík, 1979), Lohengrin (con Dunja Vejzovic come Ortrud, diretto da Karajan, 1975-1981), Sigfrido (diretto da Marek Janowski, 1982), Tristano e Isotta (con Dame Margaret Price, diretto da Carlos Kleiber, 1980-1982), Il crepuscolo degli dei (Janowski, 1983), La donna senz'ombra (diretto da Wolfgang Sawallisch, 1987) e L'opera da tre soldi (con Helge Dernesch, diretto da John Mauceri, 1988). Kollo ha anche registrato i Wesendonck-Lieder (diretto da Christian Thielemann, 1992).
In video si possono trovare due rappresentazioni del suo Tristano: una produzione del 1983 messa in scena al Festival di Bayreuth da Jean-Pierre Ponnelle (con Johanna Meier nel ruolo di Isotta) e una produzione berlinese del 1993, diretta da Götz Friedrich (con Dame Gwyneth Jones nel ruolo della principessa irlandese).